# Hallelujah New World
Hallelujah New World är en sång skriven av Daniel Bellqvist, Frederik Zäll och Robert Birming, och framförd av Eskobar i Melodifestivalen 2008, där den deltog i tredje deltävlingen i Cloetta Center i Linköping den 23 februari 2008, där den slutade på åttonde plats, och därmed misslyckades med att gå vidare.
Eskobar släppte den även som singel i februari 2008, från albumet Death in Athens som utkom i mars samma år. Singeln nådde som högst 55:e plats på den svenska singellistan.

## Listplaceringar
| Lista (2008) | Topplacering |
| ------------ | ------------ |
| Sverige      | 55           |

### Fotnoter
1. ↑  ”Death in Athens”. Svensk mediedatabas. 18 augusti 2008. Arkiverad från originalet den 10 september 2014. https://web.archive.org/web/20140910195925/http://smdb.kb.se/catalog/id/002269263. Läst 9 september 2014.
2. ↑  ”Hallelujah New World”. Swedischcharts. 18 augusti 2008. http://www.swedishcharts.com/showitem.asp?interpret=Eskobar&titel=Hallelujah+New+World&cat=s. Läst 9 september 2014.